# Żabiniec (Kotlina Jeleniogórska)
Żabiniec (381 m n.p.m.) – wzniesienie w południowo-zachodniej Polsce, we wschodniej części Kotliny Jeleniogórskiej, w północnej części Wzgórz Łomnickich.

## Położenie
Wzniesienie położone we wschodniej części Kotliny Jeleniogórskiej, w północnej części Wzgórz Łomnickich, na wschód od Czarnego.

## Opis
Żabiniec jest niezbyt wysokim i mało wybitnym wzniesieniem w północno-wschodniej części Wzgórz Łomnickich. Wyrasta w kształcie niewielkiej kopki, o łagodnych zboczach. Na południowym wschodzi erozpościera się Obniżenie Mysłakowickie. Na północnym wschodzie wznosi się Ziębiniec.

## Budowa geologiczna
Wzniesienie zbudowane z granitów karkonoskich w odmianie porfirowatej, z wkładkami granitów kulistych i uformowane w wyniku ich selektywnego wietrzenia. Na zboczach poniżej szczytu oraz w niewielkiej odległości od niego występują niewielkie granitowe skałki. Pomiędzy Żabińcem a Ziębieńcem znajduje się najbardziej znana skałka Głowacz.

## Roślinność
Całą powierzchnię szczytową oraz górne partie zboczy porasta Bór świerkowy z domieszką drzew liściastych, który ciągnie się ku północy. Pozostałą część podnóży wzniesienia zajmują łąki oraz zabudowania Czarnego.

## Zagospodarowanie
Na północny wschód od Ziębieńca biegnie szosa 367 z Jeleniej Góry do Kamiennej Góry.

## Turystyka
W okolicach Żabińca nie przechodzą żadne szlaki turystyczne.